# إدوارد بي كينغ
إدوارد بي كينغ (بالإنجليزية: Edward P. King)‏ هو عسكري أمريكي، ولد في 4 يوليو 1884 في أتلانتا في الولايات المتحدة، وتوفي في 31 أغسطس 1958 في برونزويك في الولايات المتحدة.